# Peritassa
Peritassa Miers – rodzaj roślin należący do rodziny dławiszowatych (Celastraceae R. Br.). Obejmuje co najmniej 19 gatunków występujących naturalnie na obszarze od Panamy aż po Paragwaj.

## Morfologia
PokrójLiany (rzadziej krzewy) o nagich pędach.
LiścieNaprzemianległe, całobrzegie, słabo ząbkowane.
KwiatyZebrane w kwiatostany.
OwocePrążkowane jagody do długości 8 cm. Gdy dojrzeją mają żółtą bądź pomarańczową barwę, gdy wyschną zmieniają kolor na szaroniebieski. Mezokarp jest żółty, pomarańczowy lub zielonkawy. Jedna jagoda zawiera od 2 do 6 nasion.

## Systematyka
Pozycja i podział według APWeb (2001...)
Rodzaj należący do rodziny dławiszowatych (Celastraceae R. Br.), rzędu dławiszowców (Celestrales Baskerville), należącego do kladu różowych w obrębie okrytonasiennych.
Wykaz gatunków
| - Peritassa bullata A.C. Sm. - Peritassa calypsoides (Cambess.) A.C. Sm. - Peritassa campestris (Cambess.) A.C.Sm. - Peritassa compta Miers - Peritassa dulcis (Benth.) Miers - Peritassa flaviflora A.C. Sm. - Peritassa glabra (A.C. Sm.) Lombardi - Peritassa hatschbachii Lombardi - Peritassa huanucana (Loes.) A.C.Sm. - Peritassa killipii A.C. Sm. | - Peritassa laevigata (Hoffmanns. ex Link) A.C.Sm. - Peritassa longifolia Lombardi - Peritassa manaoara Lombardi - Peritassa mexiae A.C. Sm. - Peritassa nectandrifolia (A.C. Sm.) Lombardi - Peritassa peruviana (Miers) A.C.Sm. - Peritassa pruinosa (Seem.) A.C.Sm. - Peritassa retusa (Miers) A.C. Sm. - Peritassa sadleri Lombardi |